# Julia Siegmüller

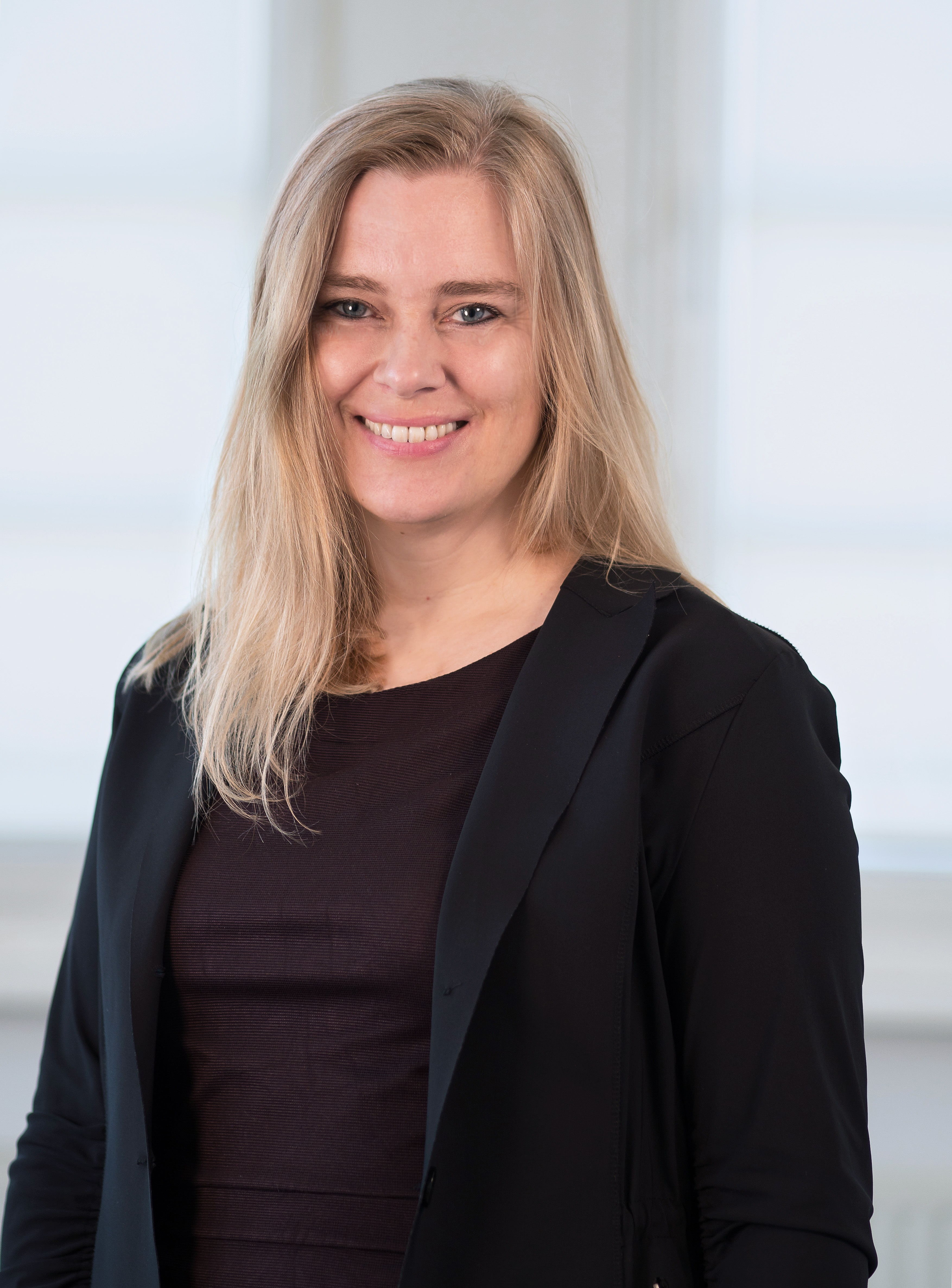
Julia Siegmüller (2020)

Julia Siegmüller (* 25. November 1970 in Bremen) ist eine deutsche Pädagogin, Sprachwissenschaftlerin und Professorin für Therapieforschung und -methodik in den Gesundheitsberufen an der EU|FH. Hochschule für Gesundheit, Soziales, Pädagogik (EUFH).

## Leben
Julia Siegmüller absolvierte an der Universität Bremen ein Magisterstudium der Allgemeinen theoretischen Linguistik, Germanistik und Erziehungswissenschaft mit dem Abschluss Magister in Linguistik, Germanistik und Erziehungswissenschaften. Weiterhin belegte sie einen Diplomstudiengang der Behindertenpädagogik/Sprachheilpädagogik an der Universität Bremen. 2008 promovierte sie an der Universität Potsdam mit der Dissertation Der Gebrauch lexikalischer Erwerbsbeschränkungen bei Kindern mit Williams-Beuren-Syndrom zum Dr. phil.

## Berufliche Tätigkeiten und Funktionen
Nach Stationen an der Universität Potsdam (Assistentin am Lehrstuhl Psycholinguistik/Spracherwerb), dem ZAPP – Zentrum für Angewandte Patholinguistik Potsdam (Sprachtherapie) und dem Logopädischen Institut für Forschung in Rostock gründete sie im Jahr 2011 gemeinsam mit Annette Fox-Boyer und Peter B. Marschik die Gesellschaft für interdisziplinäre Spracherwerbsforschung und Sprachstörungen im deutschsprachigen Raum (GISKID). Seit 2011 bekleidet sie die Professur für Therapieforschung und Therapiemethodik in den Gesundheitsberufen an der EUFH.
Von 2011 bis 2016 war Julia Siegmüller Dekanin des Fachbereiches Angewandte Gesundheitswissenschaften. Von 2017 bis 2021 war sie Vizepräsidentin für akademische Angelegenheiten; von 2021 bis Februar 2024 hatte sie das Amt der Vizepräsidentin für Wirtschaft und Verwaltung an der EU|FH inne. Von Januar 2021 bis Februar 2024 war sie Geschäftsführerin der EU| FH GmbH vertrat diese gemeinsam mit Philipp Gülke und André Siggemann.
Am 19. November 2024 wählte der Senat der Ostfalia Hochschule Siegmüller zur zukünftigen Hochschul-Präsidentin, am 28. Februar 2024 wurde sie durch den niedersächsischen Wissenschaftsminister ernannt.

## Forschungsschwerpunkte
- Disability-related research
- Therapietheoretische Fragestellungen
- Störungsbildspezifische Diagnostikforschung in den Störungsbildern (Spezifische Sprachentwicklungsstörungen, Allgemeine Entwicklungsstörungen, Kinder mit genetischen Syndromen, Demenzen, Dyslexie & Dysgraphie)
- Differenzierung Störungsbilder und normale Variation bei Mehrsprachigkeit
- Störungsbildspezifische Therapieforschung (Spezifische Sprachentwicklungsstörungen, Allgemeine Entwicklungsstörungen, Kinder mit genetischen Syndromen, Demenzen, Dyslexie & Dysgraphie)
- Frühindikatoren / Präventionsforschung in den Störungsbildern der kindlichen Sprachstörungen und bei beginnender Demenz

## Publikationen (ausgewählte)
- R. Haring, J. Siegmüller (Hrsg.): Evidenzbasierte Praxis in den Gesundheitsberufen. Chancen und Herausforderungen für Forschung und Anwendung. Springer, Berlin/Heidelberg 2018.
- J. Beier, J. Siegmüller: Intensität in der Kindersprachtherapie – wo wir stehen und was wir wissen. In: H. Grötzbach (Hrsg.): Therapie Intensität in der Sprachtherapie/Logopädie. Schulz-Kirchner, Idstein 2017, S. 159–184.
- J. Cholewa, J. Siegmüller: Beyond randomized control – Plädoyer für mehr inhaltliche Transparenz, Systematik und Programmatik in der Sprachtherapieforschung der SSES. In: L.O.G.O. Band 25, 2017, S. 2–13.
- J. Siegmüller, J. Beier: Logopädische Diagnostik der Wortverarbeitung von Kindern. Sprache-Stimme-Gehör. 2016.
- J. Siegmüller, M. Gnadt, J. Baumann, S. Meyer, S. Gosewinkel: Diagnostik der Ebenen Syntax und Morphologie. In: Sprache-Stimme-Gehör. Band 40, Nr. 02, 2016, S. 82–89.
- S. Ringmann, J. Siegmüller (Hrsg.): Ethik in der interdisziplinären Therapieforschung bei Kindern mit Entwicklungsstörungen. Peter Lang Verlag, Berlin 2013.
- J. Siegmüller, W. Rohdenburg, S. Ringmann: Einverständnis von Kindern zur Sprachtherapieforschung – Vorschläge für empirisch gestützte Standards. In: Sprache-Stimme-Gehör. Band 37, 2013, S. 1–7.
- C. Kauschke, J. Siegmüller: PDSS – Patholinguistische Diagnostik bei Sprachentwicklungsstörungen. 2., standardisierte, vollständig überarbeitete Auflage. Elsevier, München 2010.
- J. Siegmüller: Der Gebrauch lexikalischer Erwerbsbeschränkungen bei Kindern mit Williams-Beuren-Syndrom. Dissertation., Potsdam 2008.

## Mitgliedschaften
- Gründungsmitglied im internationalen Forschernetzwerk CELD (Clinical Aspects of Early Language Development)
- Mitglied der IASCL (International Association for the Study of Child Language)
- Mitglied in der ISEI (International Society of Early Intervention)
- Gründungsmitglied der GISKID (Gesellschaft für interdisziplinäre Spracherwerbsforschung und kindliche Sprachstörungen im deutschsprachigen Raum)
- Mitglied in der Fachkommission Forschung des Hochschulverbandes für Gesundheitsfachberufe (HVG); Mitglied im HVG
- Mitglied des wissenschaftlichen Beirates des Bundesverbandes Williams-Beuren-Syndrom
- Mitglied des  dbl (Deutscher Bundesverband für Logopädie)
- Ehrenmitglied im VPL (Verband für Patholinguistik)